# Industrie- und Handelskammer Frankfurt am Main
Die IHK Frankfurt am Main ist die Industrie- und Handelskammer für Frankfurt am Main und die Landkreise Hochtaunuskreis und Main-Taunus-Kreis. Ihr gehören derzeit etwa 111.000 Mitgliedsunternehmen an. Sie wurde im Jahr 1808 gegründet und gilt aufgrund der Wirtschaftsstärke ihrer Mitglieder als drittgrößte IHK Deutschlands.

## Sitz

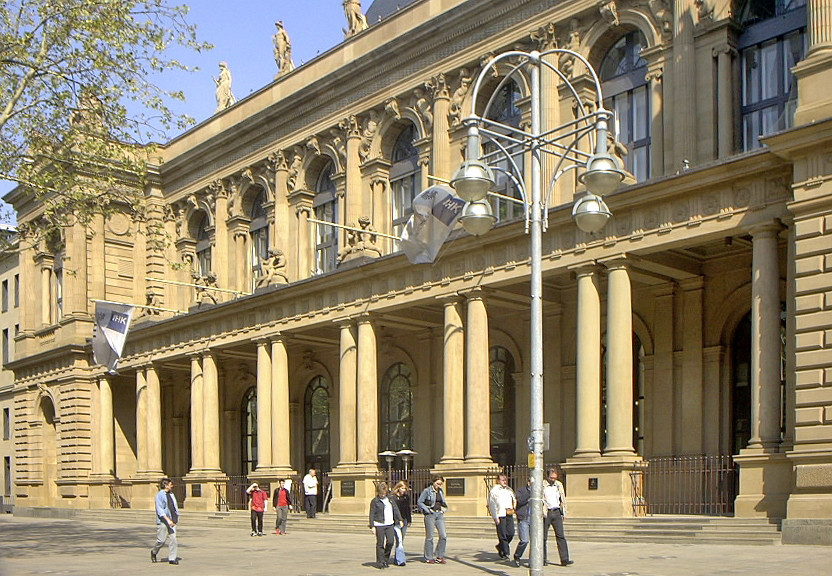

Die IHK Frankfurt hat ihren Sitz im Gebäude Börsenplatz 4, in dem sich auch die Frankfurter Wertpapierbörse befindet. Eine Geschäftsstelle der IHK Frankfurt befindet sich in Bad Homburg vor der Höhe.

## Organisation
Die Tätigkeitsfelder der IHK sind breit und gehen von der Beratung der öffentlichen Verwaltung und der gesetzgebenden Körperschaften bis hin zur Erstellung von Gutachten für die Gerichte, von der Zuständigkeit für die kaufmännische und gewerbliche Berufsausbildung sowie die Weiterbildung bis zur individuellen Firmenbetreuung. Die IHK Frankfurt am Main ist Interessenvertretung und Meinungsführer in einem bei allen wirtschaftlichen und wirtschaftspolitischen Fragen innerhalb ihres Bezirks. Die nachhaltige Förderung der Wirtschaft ist eines ihrer wichtigsten Ziele. Des Weiteren ist die IHK Frankfurt Informations- und Kommunikationszentrum der gesamten Region und berät einzelne Unternehmen bei Finanzierungs- und Ansiedlungsfragen.
Am 9. Mai 2019 wurde Ulrich Caspar als Präsident gewählt und löst Mathias Müller ab, der seit 22. April 2009 an der Spitze der Kammer stand. Er vertritt die IHK gemeinsam mit dem Hauptgeschäftsführer und leitet die Sitzungen des Präsidiums sowie der Vollversammlung.
Das Präsidium besteht neben dem Präsidenten aus bis zu neun Vizepräsidenten. Es bestimmt die Arbeitsschwerpunkte und bereitet die Beschlüsse der Vollversammlung vor.
Die Vollversammlung ist das höchste Gremium der IHK und besteht aus 89 ehrenamtlichen Mitgliedern, die alle Vertreter eines Unternehmens sind. Die Vollversammlung wählt den Präsidenten sowie das Präsidium und stimmt über wichtige Entscheidungen ab. Die Wahlbeteiligung an der Wahl zur Vollversammlung lag 2014 unter 10 %. Nach den Wahlen veröffentlicht ein fünfköpfiger Wahlausschuss die gewählten Kandidaten.
Die Wahl wird jeweils getrennt in 12 Wahlgruppen vorgenommen. Ein Wahlgruppenausschuss legt bereits vor der Wahl fest, welche Branchen einer Wahlgruppe angehören und wie viele Sitze der Gruppe zustehen. Die scheidende Vollversammlung stimmt über den Vorschlag ab.
Kriterien für die Wahlgruppengröße sind Anzahl der Beschäftigten und Beitragsaufkommen sein. Jedes Mitgliedsunternehmen besitzt eine Stimme zur Wahl der Vollversammlung.
Verschiedene Fachausschüsse erledigen Aufgaben, die Mitglieder der Ausschüsse werden durch die Vollversammlung gewählt.
Hochheim am Main gehört nicht zur IHK Frankfurt am Main, sondern zur IHK Wiesbaden.

## Geschäftsfelder
Die inhaltliche Arbeit der IHK Frankfurt gliedert sich in sieben Geschäftsfelder:
1. Standortpolitik
2. Wirtschaftspolitik und Metropolenentwicklung
3. Finanzplatz | Unternehmensförderung | Starthilfe
4. Aus- und Weiterbildung
5. Innovation und Umwelt
6. International
7. Recht und Steuern

Mit dem von der IHK Frankfurt erstellten Familienatlas wurde eine vergleichende Analyse über die Familienfreundlichkeit in den Städten und Gemeinden des Rhein-Main Gebietes erstellt.

## Geschäftszahlen
Die IHK Frankfurt verfügt über Einnahmen von rund 32 Millionen Euro, davon gut 23 Millionen Euro aus Beiträgen der Mitgliedsfirmen. Der Umlagesatz für die Mitgliedsfirmen beträgt 0,11 Prozent des Gewerbeertrags. Die Vollversammlung beschließt die jeweils gültige Wirtschaftssatzung. Rund 220 Mitarbeiter sind hauptamtlich für die IHK Frankfurt am Main tätig. Die IHK betreut rund 14.000 Ausbildungsplätze (Jahr 2014).

## Geschichte
Die Geschichte der IHK Frankfurt ist wechselvoll und in die allgemeinen gesellschaftlichen und politischen Umbrüche eingebettet. Einige Aufgaben und Themen begleiteten die IHK-Geschichte über die Jahrhunderte, so der Einsatz für mehr unternehmerische Freiheit und für bessere Verkehrswege. Auch die Leitbilder des ehrbaren Kaufmanns und der demokratischen Selbstverwaltung der Wirtschaft waren immer wichtig. Die IHK-Geschichte brachte auch Wandel: mehr und neue Aufgaben, eine zunehmende Professionalisierung und viele Veränderungen bei der Ausdehnung des Kammerbezirks.
Die Handelskammer Frankfurt am Main wurde am 27. April 1808 nach französischem Vorbild durch eine Verfügung des Fürstprimas Carl Theodor von Dalberg aufgrund eines Ersuchens der Frankfurter Kaufmannschaft vom 25. April 1808 gegründet.
Als ersten Präsidenten bestimmte von Dalberg den fürstlichen Generalkommissar Graf von Beust. Die Kammer lehnte diese Personalentscheidung jedoch ab und bestimmte auf ihrer konstituierenden Sitzung am 23. Mai 1808, dass der Vorsitz jeweils vom dienstältesten Mitglied wahrgenommen werden sollte. Gemäß diesem Senioritätsprinzip wurde daher der Börsenvorsteher Johann Gerhard Hofmann zum Spiegel erster Präsident der IHK.
In den folgenden zwei Jahrhunderten waren es vielfach die Bankiers, die in der Bankenstadt Frankfurt der IHK vorstanden. Bekannte Namen waren zum Beispiel Michael Friedrich Hauck (1822–1829) und Otto Hauck (1921–1933) (Inhaber von Hauck & Aufhäuser).

### Zeit des Nationalsozialismus
Nach der Machtübernahme der Nazis wurden auch die Industrie- und Handelskammern gleichgeschaltet. Die IHK Frankfurt stand der nationalsozialistischen Ideologie zunächst distanziert gegenüber. Weder stießen die völkischen Vorstellungen von Autarkie auf Verständnis in der Handelsmetropole noch wurden von der Mehrheit der Gewerbetreibenden antisemitische Vorstellungen vertreten. Insbesondere das Bankwesen aber auch der Handel in Frankfurt waren durch jüdische Geschäftsleute geprägt. Otto Hauck hatte Anfang der 30er Jahre einen Aufruf gegen Antisemitismus unterzeichnet. Für den 1. April 1933 wurde von den Nationalsozialisten zum Boykott jüdischer Geschäfte aufgerufen. Just an diesem Tag lud die IHK jüdische Kaufleute ein, um gemeinsam gegen antisemitische Ausschreitungen vorzugehen. Diese Versammlung wurde von der SS aufgelöst.
Am 31. März 1933 trat Otto Hauck mit dem gesamten Präsidium zurück. Dieser Rücktritt war einerseits dem Druck der Nazis geschuldet, stellte auf der anderen Seite einen Protest gegen das Vorgehen der SS dar. Diese hatte die Sitzung der Vollversammlung gesprengt und 35 Mitglieder festgenommen.
Otto Hauck wurde durch von der NSDAP benannte Funktionäre ersetzt. Bis 1943 nahm Carl Lüer für die NSDAP die Funktion des Präsidenten wahr. Lüer war kein Ideologe, sondern Pragmatiker. Es gelang ihm auch unter den Bedingungen des neuen Regimes einen Rest an Unabhängigkeit für die IHK zu sichern. Die Frankfurter Wirtschaft musste jedoch insbesondere durch die „Arisierung“ einen Aderlass hinnehmen. So sank die Zahl der Banken von 182 auf 119. Der Einzelhandel (zum Beispiel das Kaufhaus Wronker) wurde weitgehend „judenfrei“.
1943 wurde die IHK aufgelöst und zusammen mit der Handwerkskammer in die „Gauwirtschaftskammer Rhein-Main“ überführt, an deren Spitze Hermann Gamer stand.

### Bundesrepublik Deutschland
Nach dem Krieg knüpfte man an die 1933 abgebrochene Tradition der Selbstorganisation der Wirtschaft wieder an. Am 10. Januar 1946 verordnete die Landesregierung förmlich die Aufhebung der Gauwirtschaftskammern in Hessen und die Wiederherstellung des Rechtes von 1933. Die Dienstaufsicht über die Kammern sollte der Minister für Wirtschaft und Verkehr wahrnehmen. Diese Regelungen stießen auf den Widerspruch der amerikanischen Besatzungsmacht: Diese sahen in der öffentlich-rechtlichen Stellung der Kammern ein wichtiges Instrument der Lenkung der Wirtschaft in der Zeit des Nationalsozialismus. In Umsetzung der amerikanischen Forderungen verordnete die Staatsregierung daher im Mai 1946 die Wahrnehmung öffentlich-rechtlicher Aufgaben und ordnete an, die Kammern als privatrechtliche Vereine ohne Pflichtmitgliedschaft weiterzuführen. Die endgültigen Regelungen für die Kammer, ihre Kompetenzen und ihre Wahl wurde mit Runderlass vom 5. Dezember 1946 festgelegt. Die Folge des Wegfalls der Pflichtmitgliedschaft war das Austreten einer größeren Zahl von Kleingewerbetreibenden. Die größeren Kammern büßten bis zu 50 % der Mitglieder ein, die kleineren zwischen sieben und fünfzehn Prozent.
Mit dem Besatzungsstatut gewann die Bundesrepublik 1949 einen guten Teil ihrer Souveränität zurück. Außer Bayern und Hessen kehrten nun die Länder der amerikanischen Besatzungszone zum Modell öffentlich-rechtlicher Kammern zurück (in der britischen und französischen Zone war dies bereits direkt nach dem Krieg so gewesen). Das SPD-regierte Hessen hatte völlig andere Pläne: Hier sollten nach dem Willen der Regierung die IHKs aufgelöst und durch Wirtschaftskammern ersetzt werden. Diese sollten paritätisch durch Arbeitgeber und Arbeitnehmer besetzt werden. Die Arbeitgebervertreter sollten durch die Wirtschaftsverbände, die Arbeitnehmervertreter durch die Gewerkschaften benannt werden. Diese Planungen kamen jedoch nicht zur Umsetzung, da stattdessen eine bundeseinheitliche Regelung getroffen wurde.
Mit Inkrafttreten des „Gesetzes zur vorläufigen Regelung des Rechts der Industrie- und Handelskammern“ am 22. Dezember 1956 werden die Kammern wieder zu Körperschaften des öffentlichen Rechts. Der Beirat einer Kammer trägt nun die Bezeichnung „Vollversammlung“.
1945 bis 1950 leistete Alfred Petersen von der Metallgesellschaft Aufbauarbeit. In den 80er Jahren stand Hans Messer (Messer Griesheim) an der Spitze der IHK (1980–1991).
Die Arbeit der IHK war seit 2007 zunehmend von Konflikten bestimmt. Ende Dezember 2006 ging ein anonymes Schreiben beim Hessischen Wirtschaftsministerium als Rechtsaufsicht der IHK ein. Darin wurde die Wählbarkeit des damaligen IHK-Präsidenten Joachim von Harbou sowie vier seiner Stellvertreter bezweifelt. Mitte Januar 2007 veröffentlichte die Frankfurter Rundschau einen entsprechenden Artikel. Im IHK-Präsidium gab es dann unterschiedliche Auffassungen, wie weiter vorzugehen sei. In Folge dieser Auseinandersetzungen kündigte der Präsident Joachim von Harbou im April 2007 an, sein Amt zur nächsten Vollversammlung am 27. Juni 2007 niederzulegen.
Ihm folgte Hans-Joachim Tonnellier, Vorstandsvorsitzender der Frankfurter Volksbank, der das Amt bis zum Ende der Wahlperiode im April 2009 innehatte und der für eine weitere Amtszeit nicht mehr zur Verfügung stand.
Seit dem 22. April 2009 war Mathias Müller, Immobilienberater in Hofheim bei Frankfurt, Präsident. Am 9. Mai 2019 wurde Ulrich Caspar, Unternehmer, zum Präsidenten für die Amtsperiode von 2019 bis 2024 gewählt.

## Außenstellen

### Bad Homburg

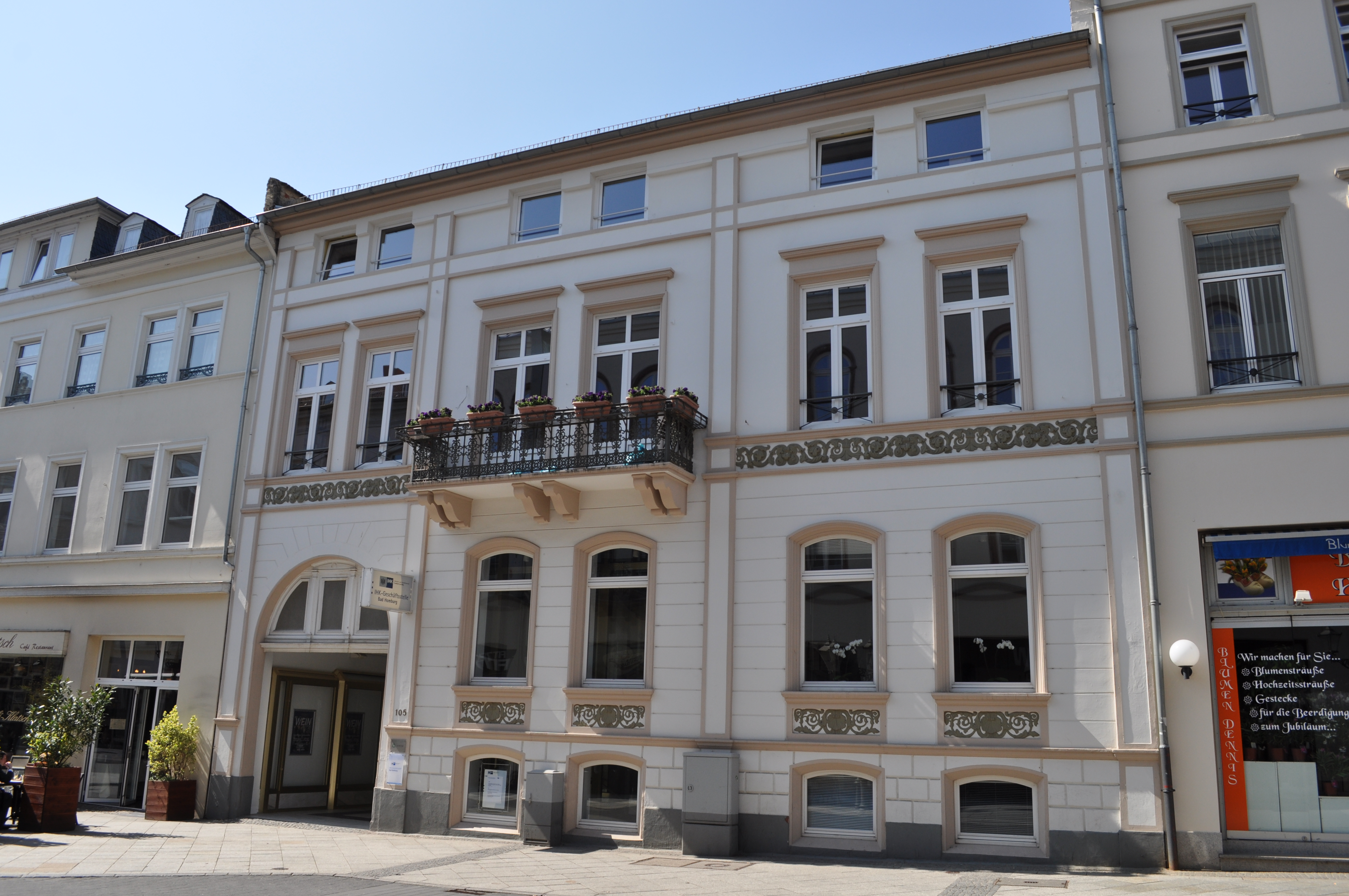
Außenstelle in Bad Homburg

1945 wurde durch die amerikanische Militärregierung eine Außenstelle der IHK Frankfurt für den Obertaunuskreis in Oberursel (Taunus) eingerichtet, die später nach Bad Homburg verlegt wurde. Die Außenstelle Bad Homburg der IHK befindet sich heute in der Ludwigstraße 10 in Bad Homburg, zuvor saß die Außenstelle in der Louisenstraße 105 (siehe Foto).

## Persönlichkeiten

### Senioren, Vorsitzende bzw. Präsidenten der Kammer
- 1808–1816 Johann Gerhard Hofmann zum Spiegel
- 1816–1818 Johann Noë du Fay
- 1819–1819 Constantin Fellner
- 1819–1821 Samuel Friedrich Osterrieth
- 1822–1829 Michael Friedrich Hauck
- 1829–1831 Eduard Schmidt-Polex
- 1831–1843 Johann Friedrich Hartmann Mack
- 1844–1847 Johann Carl Ziegler-de Bary
- 1848–1850 Jacob Carl de Bary
- 1851–1853 Wilhelm Isaac Gillé
- 1854–1858 Carl August Meyer
- 1858–1861 Constantin Alexander Scharff
- 1862–1883 Johann Gustav Adolf von Neufville
- 1884–1892 Johann Philipp Petsch-Goll
- 1893–1899 Max von Guaita
- 1899–1900 Alfred von Neufville
- 1900–1915 Jean Valentin Andreae
- 1915–1918 Richard von Passavant
- 1919–1921 Ernst Ladenburg
- 1921–1933 Otto Hauck
- 1933–1942 Carl Lüer
- 1943–1945 Hermann Gamer (Gauwirtschaftskammer Rhein-Main)
- 1945–1950 Alfred Petersen
- 1950–1964 Peter Bartmann
- 1964–1980 Fritz Dietz
- 1980–1991 Hans Messer
- 1991–2000 Frank Niethammer
- 2000–2004 Wolf Klinz
- 2004–2007 Joachim von Harbou
- 2007–2009 Hans-Joachim Tonnellier
- 2009–2019 Mathias Müller
- seit 2019 Ulrich Caspar

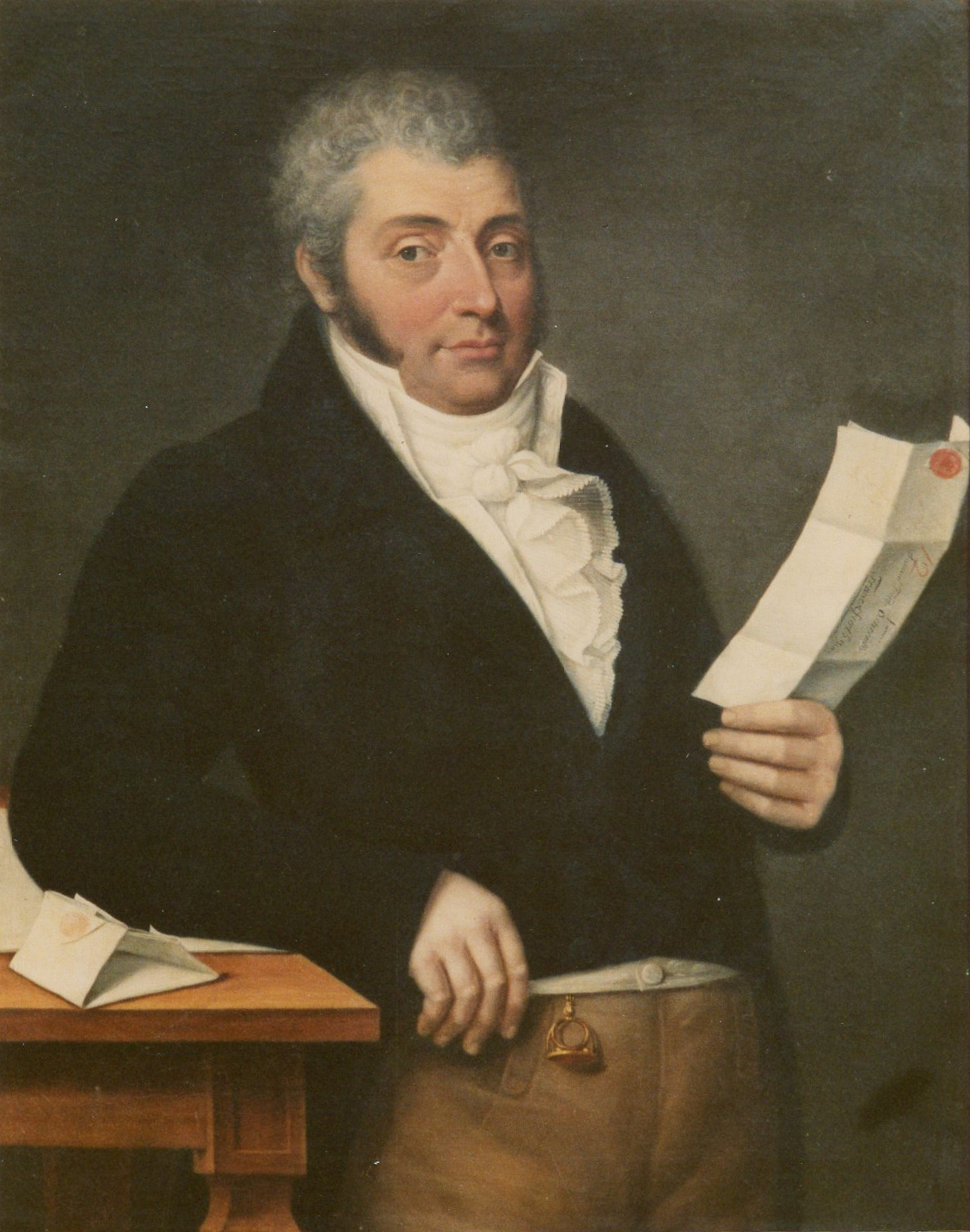
Samuel Friedrich Osterrieth
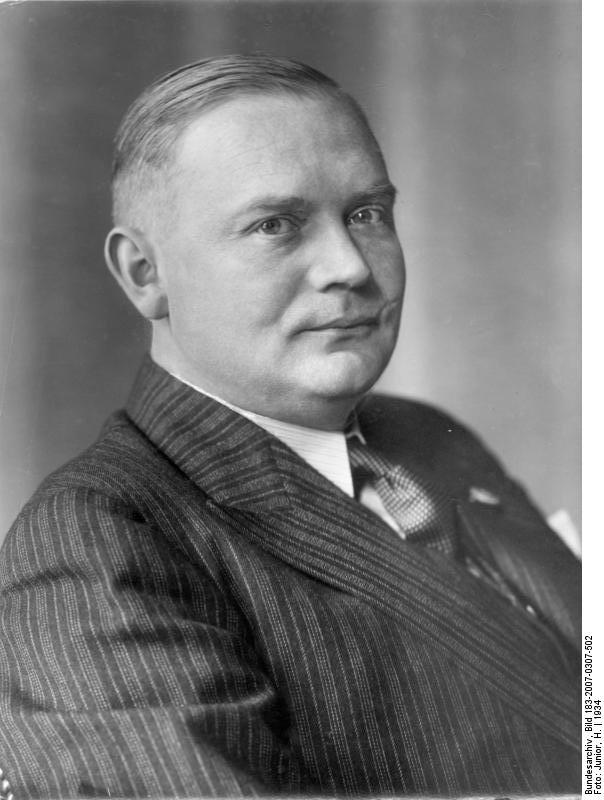
Carl Lüer
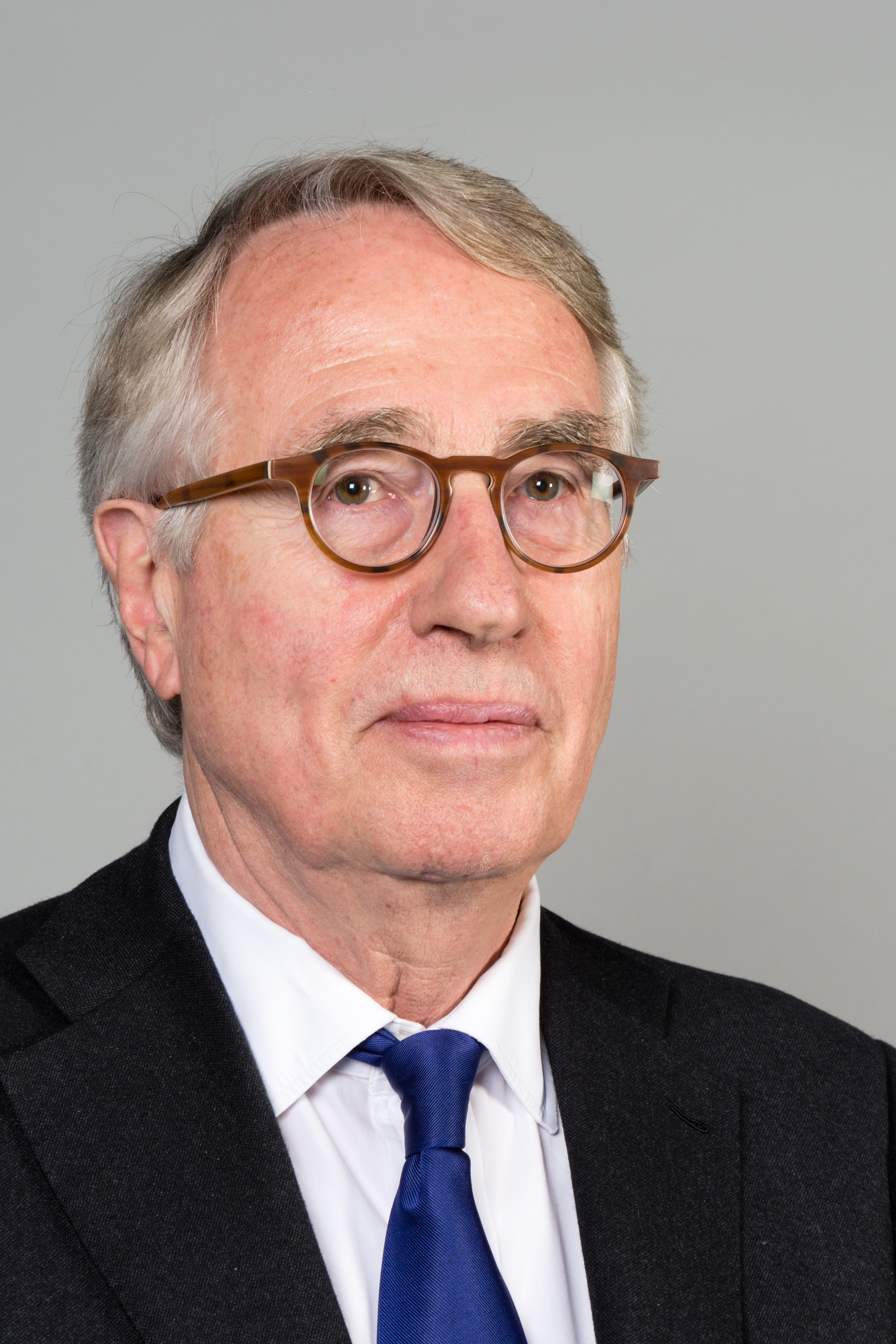
Wolf Klinz
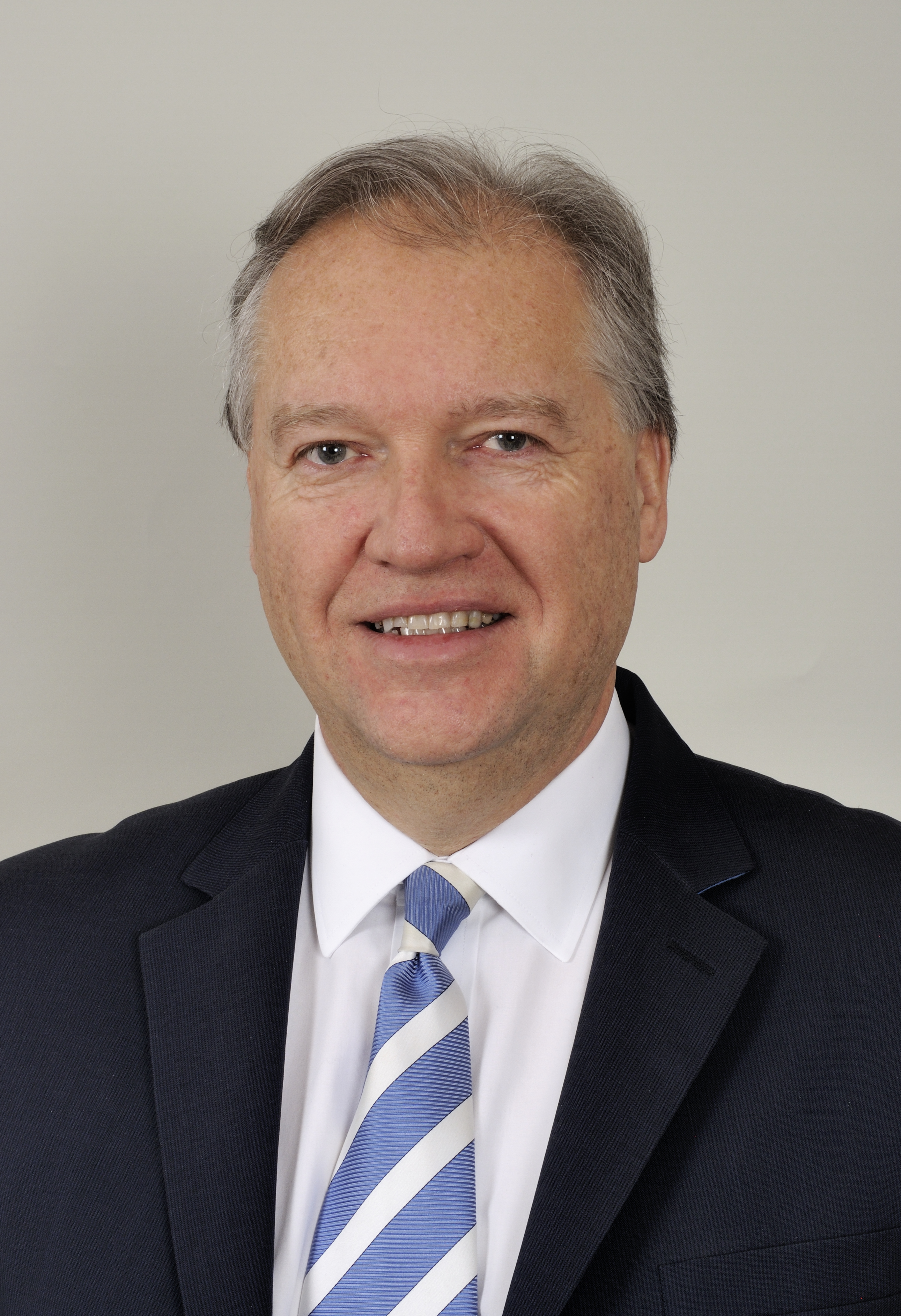
Ulrich Caspar

### Andere
- Werner Hilpert, Hauptgeschäftsführer der IHK 1945/1946
- Ludwig Maria Florian, Geschäftsführer der IHK ab 1945